# Can Pinyol (Canet de Mar)
Can Pinyol o Casa Miquel Ibern és un edifici de Canet de Mar (Maresme), catalogat com a bé cultural d'interès local.

## Història
El 1903, l'empresari Miquel Ibern i Ferrés va adquirir una casa de planta baixa i pis a l'antic núm. 39 del carrer de Vall. Posteriorment, va adquirir la finca del núm. 37, i el 1919 va dedicir enderrocar-los i construir-hi una gran mansió. El projecte fou obra de l'arquitecte Lluís Planas i Calvet i executat pel paleta Joan Bassas Cruxent.

## Descripció
Té planta baixa i tres pisos. Al primer, hi ha una gran balconada i, a un costat, la tribuna introduïda més tard. Al segon pis n'hi ha finestres-balcons. Al tercer pis les finestres són petites. El coronament tenia una balustrada, actualment substituïda per una barana, i una torre al terrat. El balcó corregut amb balustres, també ha estat substituït per una barana i actualment al lloc de la tribuna ara hi ha un balcó.